# Registre des éléments de la biologie de synthèse
Le registre des éléments de la biologie de synthèse (Registry of Standard Biological Parts) est une collection d'éléments génétiques mise à la disposition des chercheurs œuvrant en biologie de synthèse. Il s'agit de la plus grande collection de composants génétiques au monde comportant plus de 20 000 éléments permettant aux chercheurs de tester d'autres éléments des différents circuits génétiques d'une cellule. Le registre a été fondé en 2003 au Massachusetts Institute of Technology. Les bénéficiaires de ces éléments (génétiques ou autres) comprennent les laboratoires universitaires, les scientifiques établis et les équipes d'étudiants participant à la compétition de l'iGEM, ou International Genetically Engineered Machine competition (la compétition internationale de machines génétiquement modifiées).
Le registre des éléments de la biologie de synthèse est conforme à la norme en usage avec l'utilisation des bio-briques, une norme pour les éléments génétiques interchangeables. Cette norme a été développée par un organisme à but non lucratif composé de chercheurs du MIT, de l'université Harvard et de l'université de Californie à San Francisco. Le registre offre des pièces génétiques dans l'attente que les destinataires fournissent des données et de nouvelles pièces pour améliorer la ressource. Le registre enregistre et indexe les pièces biologiques et offre des services comprenant la synthèse et l'assemblage de pièces, systèmes et dispositifs biologiques.
Le registre offre de nombreux types d'éléments biologiques, qu'il s'agisse d'ADN, de plasmides , d'amorces, de promoteurs , de séquences codantes de protéines, de domaines protéiques , de sites de liaison ribosomale (en) , de terminateurs , d'unités de traduction, de riborégulateurs (en)  ou encore de pièces composites. Il comprend également des dispositifs tels que des générateurs de protéines, des gènes rapporteurs , des récepteurs , des transporteurs et des dispositifs de mesure. Une idée clé qui a motivé le développement de ce registre était de développer une hiérarchie d'abstraction mise en œuvre dans le système de catégorisation des éléments en jeu.